# Fumiyuki Beppu
Fumiyuki Beppu (別府 史之?, Beppu Fumiyuki; Chigasaki, 10 aprile 1983) è un ex ciclista su strada giapponese, professionista dal 2005 al 2021 e vincitore del titolo asiatico in linea nel 2008.

## Carriera
Comincia ad andare in bicicletta nel 1990, a sette anni, e partecipa alle prime corse con il fratello maggiore Hajime (Fumiyuki non è l'unico ciclista, anche l'altro fratello Takumi gareggerà infatti come ciclista professionista, dal 2002 al 2010). Tra gli Juniores partecipa alle prove di categoria dei Mondiali 2000 a Plouay e 2001 a Lisbona. Nel triennio 2002-2004 è attivo con i dilettanti del Vélo Club La Pomme di Marsiglia, vincendo il campionato giapponese Under-23 nel 2003 e una tappa del Giro della Valle d'Aosta l'anno dopo, piazzandosi inoltre terzo, sempre nel 2004, al Tour du Loir-et-Cher e al Gran Premio Città di Felino; partecipa inoltre alle prove in linea Under-23 dei Mondiali 2002 di Zolder, 2003 di Hamilton e 2004 di Verona, piazzandosi rispettivamente 43º, 24º e 29º.
Passa professionista nel 2005 con la Discovery Channel diretta da Johan Bruyneel, formazione con la quale nel giugno 2006 vince i titoli nazionali giapponesi sia in linea che a cronometro. Rimane tra le file della Discovery Channel fino al termine del 2007: il 28 settembre 2007 firma infatti un contratto di un anno, valido dalla stagione successiva, con la Skil-Shimano, squadra olandese con licenza Professional Continental. Nel 2008 si laurea campione d'Asia in linea sul traguardo di Nara, nel suo Giappone; nello stesso anno è olimpionico per il Sol Levante, partecipando alle due prove di ciclismo su strada ai Giochi olimpici di Pechino.
Nel 2009, sempre in forza alla Skil-Shimano, conclude 112º, su 180 corridori, al Tour de France, vincendo anche il Premio per la Combattività nella 21ª tappa della corsa, quella conclusiva, da Montereau-Fault-Yonne agli Champs Élysées di Parigi. Si classifica inoltre ottavo nella terza tappa e settimo nella diciannovesima. Diventa in tal modo, contemporaneamente a Yukiya Arashiro, il primo giapponese nella storia a portare a termine la Grande Boucle.
Il 23 novembre 2009 firma un contratto per la stagione 2010 con il Team RadioShack, la neonata squadra di Johan Bruyneel e Lance Armstrong. Si accasa al nuovo team solo nel febbraio 2010, dopo un contenzioso legato al precedente contratto con la Skil-Shimano, valido anche per il 2010 ma rescisso con il pagamento di un'indennità di valore non noto. Resta alla RadioShack per il biennio 2010-2011. Nel 2010 arriva 113º al traguardo della Milano-Sanremo e nel 2011 partecipa per la prima volta al Giro d'Italia, concludendo 67º. Sempre nello stesso anno vince entrambe le prove del campionato giapponese, sia in linea che a cronometro.
Dopo due anni all'australiana Orica-GreenEDGE, con la quale termina 121º al Giro d'Italia 2012, nel 2014 si accasa alla Trek Factory Racing, e in stagione vince il suo terzo titolo nazionale a cronometro. Gareggia con la Trek fino al 2019, ricoprendo ruoli di gregariato e partecipando anche ai Giri d'Italia 2014 e 2015 e alla Vuelta a España 2016. Nello stesso periodo con i colori della sua Nazionale è campione d'Asia 2018 nella specialità della cronometro a squadre, e due volte medagliato ai Giochi asiatici 2018 in Indonesia. Nel 2020 passa al team franco-giapponese Nippo Delko Provence, mentre nel 2021, ultimo anno di attività, gareggia con il WorldTeam statunitense EF Education-Nippo.

## Palmarès
- 2003 (La Pomme Marseille)

Campionati giapponesi, Prova in linea Under 23
- 2004 (La Pomme Marseille)

1ª tappa Giro della Valle d'Aosta (Courmayeur > Courmayeur)
- 2006 (Discovery Channel, due vittorie)

Campionati giapponesi, Prova in linea
Campionati giapponesi, Prova a cronometro
- 2008 (Skil-Shimano, una vittoria)

Campionati asiatici, Prova in linea
- 2011 (Team RadioShack, due vittorie)

Campionati giapponesi, Prova in linea
Campionati giapponesi, Prova a cronometro
- 2014 (Trek Factory Racing, una vittoria)

Campionati giapponesi, Prova a cronometro

### Altri successi
- 2003 (La Pomme Marseille)

1ª tappa, 1ª semitappa Giro della Valle d'Aosta (Châteauneuf, cronosquadre)
- 2012 (Orica-GreenEDGE)

2ª tappa Eneco Tour (Sittard, cronosquadre)
- 2013 (Orica-GreenEDGE)

Criterium di Chigasaki
Classifica a punti Saitama Criterium
- 2018 (Trek Factory Racing)

Campionati asiatici, Cronometro a squadre

## Piazzamenti

### Grandi Giri
- Giro d'Italia

2011: 67º
2012: 121º
2014: 82º
2015: 117º
- Tour de France

2009: 112º
- Vuelta a España

2016: 120º

### Classiche monumento
- Milano-Sanremo

2010: 113º
- Giro delle Fiandre

2008: ritirato
2009: ritirato
2011: 120º
2013: 84º
2015: ritirato
- Parigi-Roubaix

2007: ritirato
2009: ritirato
2010: ritirato
2011: 71º
2013: ritirato
- Liegi-Bastogne-Liegi

2006: ritirato
2008: 123º
2012: ritirato
2014: ritirato
2015: ritirato
2016: 134º
2017: ritirato
- Giro di Lombardia

2006: 72º
2012: ritirato

### Competizioni mondiali
- Campionati del mondo

Plouay 2000 - Cronometro Junior: 52º
Plouay 2000 - In linea Junior: 55º
Lisbona 2001 - Cronometro Junior: 43º
Lisbona 2001 - In linea Junior: 69º
Zolder 2002 - In linea Under-23: 43º
Hamilton 2003 - In linea Under-23: 24º
Verona 2004 - In linea Under-23: 29º
Madrid 2005 - Cronometro Elite: 29º
Salisburgo 2006 - In linea Elite: 124º
Stoccarda 2007 - Cronometro Elite: 48º
Stoccarda 2007 - In linea Elite: ritirato
Mendrisio 2009 - In linea Elite: 57º
Melbourne 2010 - In linea Elite: 30º
Copenaghen 2011 - In linea Elite: 120º
Richmond 2015 - In linea Elite: ritirato
Doha 2016 - In linea Elite: ritirato
- Giochi olimpici

Pechino 2008 - In linea: ritirato
Pechino 2008 - Cronometro: 38º
Londra 2012 - In linea: 22º
Londra 2012 - Cronometro: 24º